# Villanovia
Villanovia is een geslacht van vliegen (Brachycera) uit de familie van de sluipvliegen (Tachinidae). De wetenschappelijke naam van het geslacht werd voor het eerst geldig gepubliceerd in 1910 door Gabriel Strobl.